# سنكيس
سنكيس (SNCASE) (اختصار من الشركة الوطنية للإنشاءات إيرونوتيكس دو سود-إست Société nationale des constructions aéronautiques du Sud-Est) أو سود إست (Sud-Est) كانت شركة فرنسية لصناعة الطائرات. تأسست الشركة في 1 فبراير 1937، من خلال تأميم ودمج ليوري إت أوليفييه، بوتيز، كامز، رومانو وسيكا.

## التاريخ
وعقب حل الاضراب العام للصناعة الثقيلة الفرنسية عام 1936، قدمت حكومة ليون بلوم عملا بتأميم صناعة الحرب الفرنسية. نص القانون على إنشاء سبع شركات تصنيع للطيران: ست طائرات ( سنكيس (SNCASE) ، سنكاسو (SNCASO) ، سنكان (SNCAN) ، سنكاو (SNCAO) ، سنكام (SNCAM) ، سنكاك (SNCAC) ) وواحدة لمحركات الطائرات (سنم (SNCM) - لورين-ديتريش).
في عام 1941، خلال الحرب العالمية الثانية، تم نقل مكاتب التصميم لشركات الطائرات المؤممة والخاصة من باريس لتجنب الاستيلاء عليها..:13 استحوذت شركة سنكاس على شركة سنكام (SNCAM) الفاشلة ونقلت عملياتها الهندسية إلى مقر الشركة في مصنع ديويتين السابق في تولوز.:13
أثناء تأميم ترشيد صناعة الطائرات خلال عقد 1950، اندمجت سنكاس مع سنكاسو لتشكيل سود للطيران في 1 مارس 1957، والتي بدورها تم دمجها لاحقا إلى إيروسباتيال وفي نهاية المطاف مجموعة إيداس (إيرباص حاليا) .

## المنتجات

### إنتاج سنكيس من الطائرات
- SNCASE SE.100
- SNCASE SE-116 Voltigeur  [لغات أخرى]‏
- SNCASE SE-117 Voltigeur  [لغات أخرى]‏
- أس اي 161 لانغدوك لانغدوك
- SNCASE SE.200 أمفيتريت
- سود أفياسيون كارافيل كارافيل
- SNCASE SE.212  [لغات أخرى]‏ دوراندال
- SNCASE SE-400
- دي هافيلاند فامباير ميسترال
- دي هافيلاند فامباير ميسترال
- SNCASE SE-700
- SNCASE SE-700A
- SNCASE SE-1010
- SNCASE SE-1210
- SNCASE SE-2010 أرماغناك
- SNCASE SE-2100
- SNCASE SE-2300
- SNCASE SE-2310
- SNCASE SE-2410 Grognard I  [لغات أخرى]‏
- SNCASE SE-2415 Grognard II  [لغات أخرى]‏
- SNCASE SE-2418 Grognard  [لغات أخرى]‏
- SNCASE SE-2421 Grognard  [لغات أخرى]‏
- فوك-أتشيليس فا 223
- SNCASE SE-3101
- SNCASE SE-3110
- SNCASE SE-3120 ألويت
- إيروسباسيال ألويت 2 ألويت الثانية
- إيروسباسيال ألويت 2 Gouverneur
- SNCASE SE-3150 Llama
- إيروسباسيال ألويت الثالثة ألويت الثالثة
- SNCASE SE-3200 فريلون
- SNCASE SE-5000 بارودور
- SNCASE SE-5003 بارودور
- SNCASE Aquilon

## روابط خارجية
- Aviafrance - S.N.C.A.S.E.
- Aviafrance - S.N.C.A.S.E. 'Aquilon' 20
- Aviafrance - S.N.C.A.S.E. 'Aquilon' 202
- Aviafrance - S.N.C.A.S.E. 'Aquilon' 203
- Aviafrance - S.N.C.A.S.E. SE-210 'Caravelle'
- Aviafrance - S.N.C.A.S.E. SE-2010 'Armagnac'
- Aviafrance - S.N.C.A.S.E. SE-100
- Aviafrance - S.N.C.A.S.E. SE-700

قالب:SNCASE
قالب:SNCASE aircraft